# Енисейская провинция
Енисейская провинция — одна из провинций Российской империи. Центр — город Енисейск.
Енисейская провинция была образована из части Тобольской провинции в составе Сибирской губернии по указу «О росписании Сибирских городов на три провинции и об определении в оных двух Вице-Губернаторов» в 1724 году. В состав провинции входили уезды: Мангазейский, Енисейский, Красноярский, Томский, Кузнецкий, Нарымский и Кетский. В 1726 году Томск, Кузнецк и Нарым были возвращены в Тобольскую провинцию.
В ноябре 1775 года деление губерний на провинции было отменено.